# Droga krajowa 33
Die Droga krajowa 33 (kurz DK33, pol. für ,Nationalstraße 33‘ bzw. ,Landesstraße 33‘) ist eine Landesstraße in Polen. Sie führt in südlicher Richtung von Kłodzko bis zum polnisch-tschechischen Grenzübergang Boboszów−Dolní Lipka. Dort wird sie von der tschechischen Silnice I/43 fortgesetzt. Die Gesamtlänge beträgt 44,5 km.

## Geschichte
Vor 1945 war die Straße Teil der Reichsstraße 116.
Nach der Neuordnung des polnischen Straßennetzes im Jahr 1985 wurde dem heutigen Straßenverlauf die Landesstraße 381 zugeordnet. Mit der Reform der Nummerierung vom 9. Mai 2001 wurde daraus die neue Landesstraße 33.
Im Mai 2018 wurde die Umfahrung Kłodzko eröffnet.

## Wichtige Ortschaften entlang der Strecke
- Kłodzko
- Jaszkowa Dolna
- Żelazno
- Bystrzyca Kłodzka
- Wilkanów
- Domaszków
- Międzylesie
- Boboszów